# 第3戦車大隊
第3戦車大隊（だいさんせんしゃだいたい、JGSDF 3rd Tank Battalion）は、陸上自衛隊今津駐屯地（滋賀県高島市）に駐屯していた第3師団隷下の機甲科（戦車）部隊で2023年（令和5年）3月15日に廃止され第3偵察戦闘大隊に改編された。

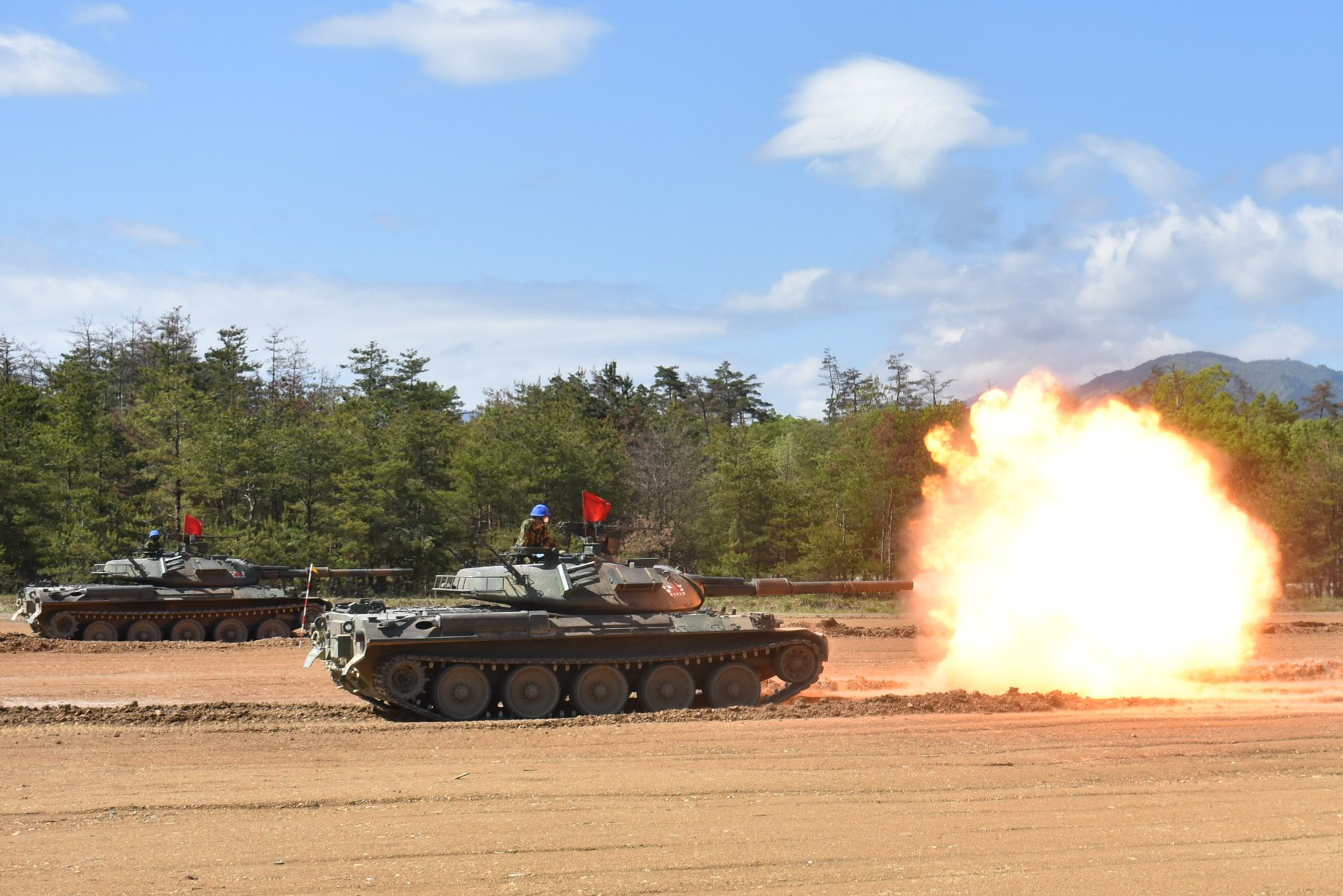
戦車射撃訓練を実施している第3戦車大隊の74式戦車

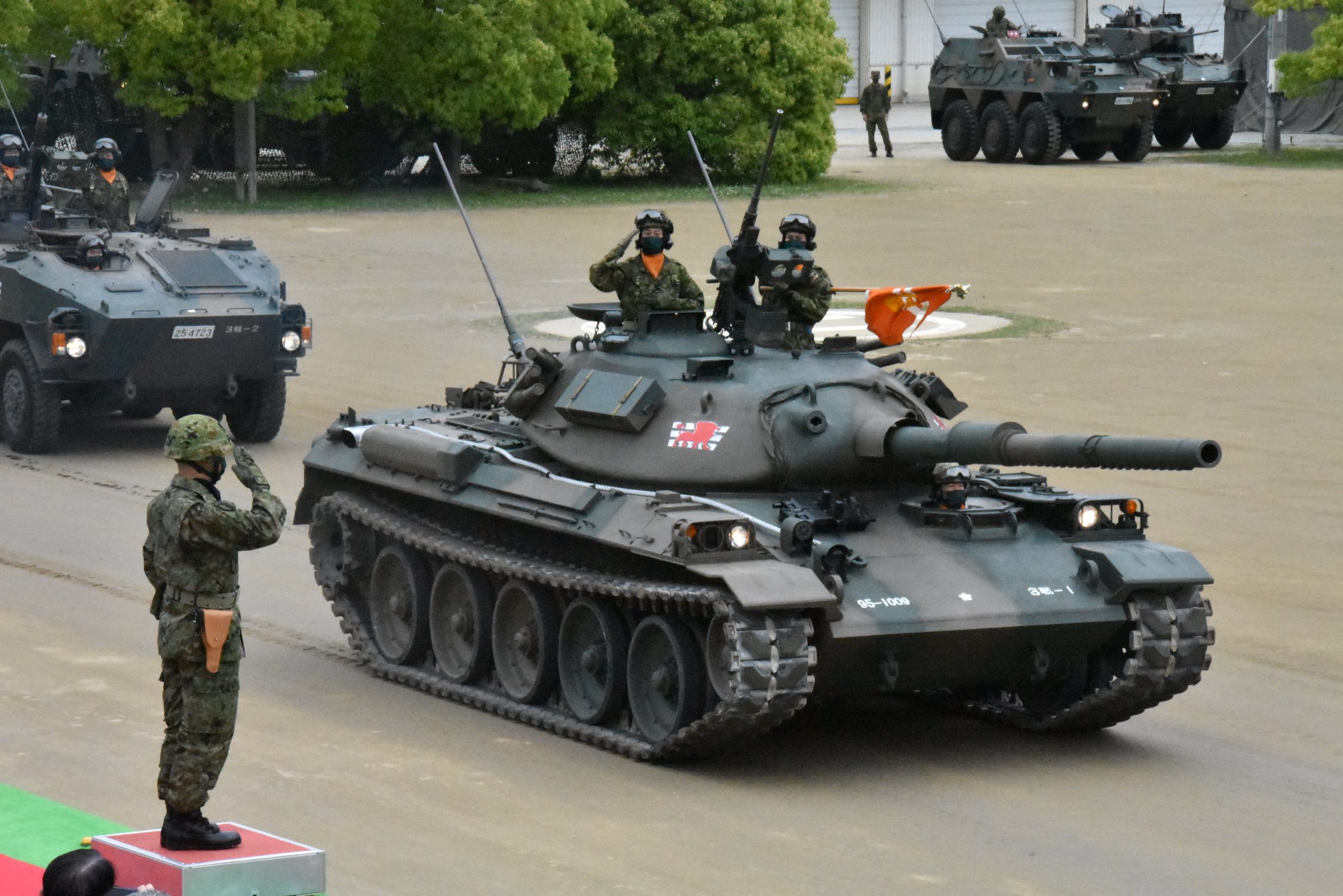
第3師団創立61周年記念行事で観閲行進に臨む第3戦車大隊の74式戦車

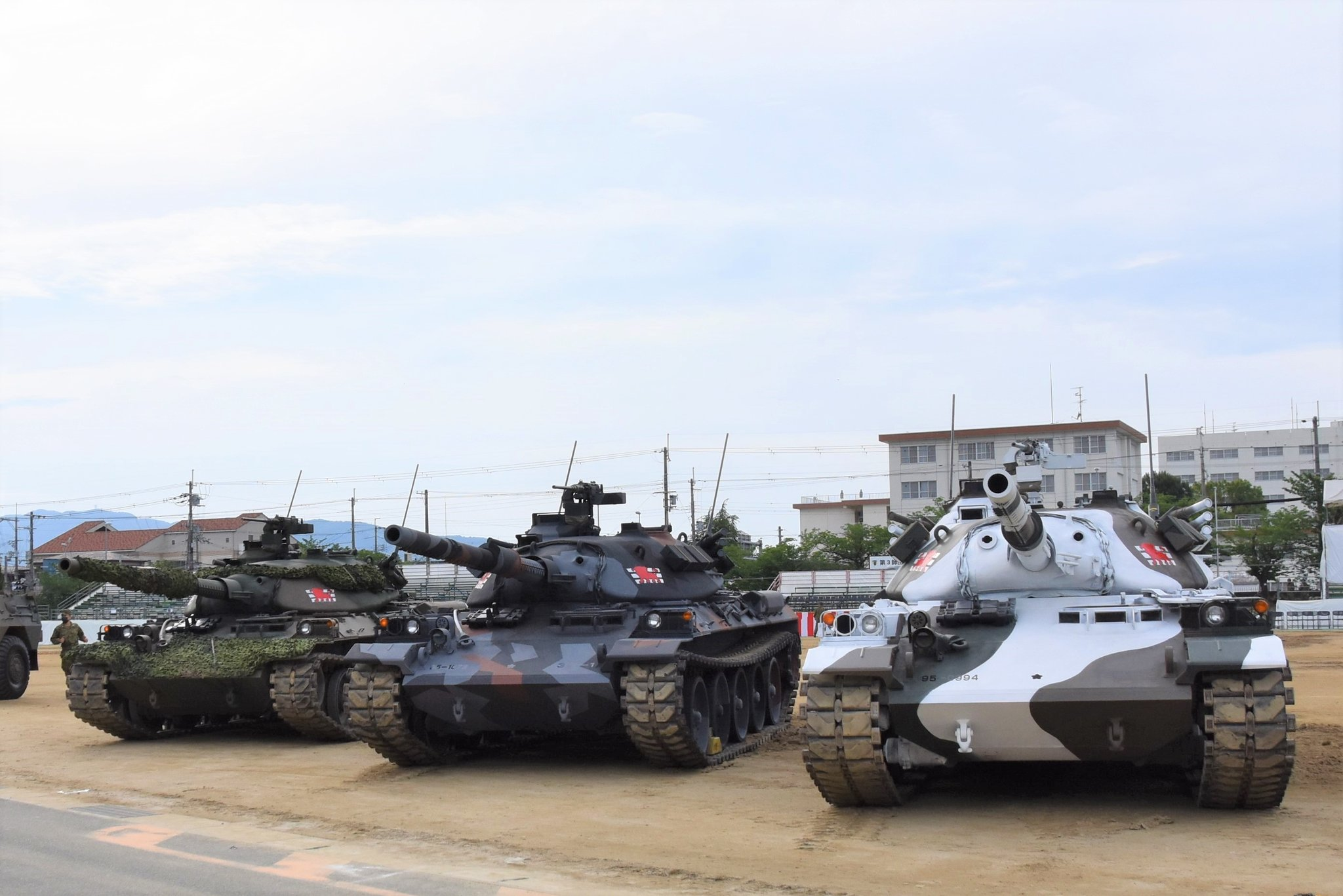
第3師団創立61周年記念行事に特別塗装を施した第3戦車大隊の74式戦車

## 概要
1962年（昭和37年）1月に第3師団が新編され、第3特車大隊から第3戦車大隊に称号変更された。新編当初は3個戦車中隊編成であったが、1970年（昭和45年）3月、第3師団の甲師団への改編により、第4戦車中隊が新編された。
2023年（令和5年）3月に第3偵察隊と統合され、偵察戦闘大隊への改編に伴い、部隊廃止となった。なお、第3戦車大隊長は今津駐屯地開設時から駐屯地司令を兼任していた。
前身は、1952年（昭和27年）9月に京都府の舞鶴駐屯地、岡山県の水島駐屯地、そして香川県の善通寺駐屯地から3つの特車中隊を集めて編成された今津特別訓練隊であり、1954年（昭和29年）10月に第3特車大隊に改編された。
部隊マークは、百獣の王であるライオンに大隊ナンバーを意匠化した3本線を組み合わせている。1981年（昭和56年）に今津駐屯地創立29周年に合わせて制定された。

## 沿革
今津特別訓練隊
- 1952年（昭和27年）
  - 9月23日：今津特別訓練隊が編成[3]｡
  - 10月15日：保安隊今津駐屯地が開設[4]、今津特別訓練隊長が駐とん地部隊長を兼務発令[5]。

第3特車大隊
- 1954年（昭和29年）10月5日：今津特別訓練隊を母体として第3管区隊隷下の第3特車大隊が編成完結[3]｡

第3戦車大隊
- 1962年（昭和37年）1月18日：第3特車大隊（今津駐屯地）が第3師団隷下の第3戦車大隊（3個戦車中隊基幹）に称号変更。
- 1970年（昭和45年）3月10日：第3師団の甲師団への改編に伴い第4戦車中隊を新編。
- 1991年（平成03年）3月29日：戦車北転事業の影響により第4戦車中隊を廃止。
- 2006年（平成18年）3月27日：第3師団の政経中枢師団への改編。

1. 第3戦車中隊を廃止｡
2. 後方支援体制変換に伴い、整備部門を第3後方支援連隊第2整備大隊戦車直接支援隊へ移管。

- 2023年（令和05年）3月15日：第3戦車大隊（今津駐屯地）が廃止[2]され、第3偵察隊（千僧駐屯地）と統合し第3偵察戦闘大隊を今津駐屯地に新編[1][6]。

## 廃止時の部隊編成
- 第3戦車大隊本部
- 本部管理中隊「3戦-本」
- 第1戦車中隊「3戦-1」：74式戦車・16式機動戦闘車[7]
- 第2戦車中隊「3戦-2」：74式戦車・16式機動戦闘車[7]

## 歴代の大隊長
| 代 | 氏名                   | 在職期間                                                    | 前職                                                                 | 後職                                             |
| -- | ---------------------- | ----------------------------------------------------------- | -------------------------------------------------------------------- | ------------------------------------------------ |
| 01 | 佐藤久彌 （2等陸佐）   | 1954年10月5日 - 1955年03月15日                              | 今津特別訓練隊長                                                     | 第3特車大隊付                                    |
| 02 | 牛山才太郎 （2等陸佐   | 1955年03月16日 - 1956年11月18日                             | 陸上自衛隊富士学校勤務                                               |                                                  |
| 03 | 山口満雄 （2等陸佐）   | 1956年11月19日 - 1959年06月28日                             |                                                                      | 第1管区総監部付 →1959年8月13日 第1教育団訓練科長 |
| 04 | 河合康夫 （2等陸佐）   | 1959年06月29日 - 1960年03月15日                             |                                                                      | 陸上自衛隊富士学校勤務                           |
| 05 | 大和瀬克司 （2等陸佐） | 1960年03月16日 - 1962年01月17日                             | 陸上自衛隊富士学校勤務                                               |                                                  |
| 06 | 有光道雄 （2等陸佐）   | 1962年01月18日 - 1964年03月16日                             |                                                                      | 第3戦車大隊付                                    |
| 07 | 田中賢一               | 1964年03月16日 - 1966年07月15日                             | 第1空挺団普通科群長                                                  | 第1空挺団副団長                                  |
| 08 | 飯田芳次               | 1966年07月16日 - 1968年07月15日 ※1967年07月01日 1等陸佐昇任 | 第10師団司令部勤務 （2等陸佐）                                       | 陸上幕僚監部第5部機甲科班長                      |
| 09 | 古川義明               | 1968年07月16日 - 1971年07月15日                             | 戦車教導隊長                                                         | 第3師団司令部勤務                                |
| 10 | 志岐次男               | 1971年07月16日 - 1973年07月15日                             | 陸上自衛隊関西地区補給処企画室長                                     | 第1教育団副団長                                  |
| 11 | 井澤寛                 | 1973年07月16日 - 1975年07月15日                             | 技術研究本部 技術開発官（陸上担当）付                                | 東部方面総監部総務課勤務                         |
| 12 | 生田喜重               | 1975年07月16日 - 1977年07月31日 ※1975年08月01日 1等陸佐昇任 | 第1機甲教育隊長 （2等陸佐）                                          | 陸上自衛隊富士学校勤務                           |
| 13 | 笹田實                 | 1977年08月01日 - 1979年03月15日                             | 陸上幕僚監部幕僚庶務室勤務                                           | 陸上自衛隊富士学校機甲科部 教育課長              |
| 14 | 柴田清隆               | 1979年03月16日 - 1981年03月15日                             | 第1戦車団本部高級幕僚                                                | 陸上自衛隊関西地区補給処企画室長                 |
| 15 | 高橋嘉唯               | 1981年03月16日 - 1983年03月15日                             | 第1機甲教育隊長                                                      | 陸上自衛隊富士学校付                             |
| 16 | 小林敦                 | 1983年03月16日 - 1986年03月16日                             | 中部方面総監部人事部厚生課長                                         | 中部方面総監部勤務                               |
| 17 | 柴野義雄               | 1986年03月17日 - 1988年03月15日                             | 自衛隊宮城地方連絡部募集課長                                         | 陸上自衛隊化学学校総務課長                       |
| 18 | 山内明彦               | 1988年03月16日 - 1990年03月15日                             | 陸上幕僚監部教育訓練部訓練課勤務                                     | 陸上幕僚監部人事部人事計画課 服務班長            |
| 19 | 吉村允                 | 1990年03月16日 - 1991年07月31日                             | 北部方面総監部防衛部勤務                                             | 陸上幕僚監部付                                   |
| 20 | 有村幸嘉               | 1991年08月01日 - 1993年07月31日                             | 陸上幕僚監部付                                                       | 自衛隊山口地方連絡部長                           |
| 21 | 林伸夫                 | 1993年08月01日 - 1996年07月31日                             | 第2教育団本部管理科長                                                | 大津駐屯地業務隊長                               |
| 22 | 宮本勝彦               | 1996年08月01日 - 1998年11月30日                             | 習志野駐屯地業務隊長                                                 | 陸上自衛隊幹部学校研究員                         |
| 23 | 小森谷工               | 1998年12月01日 - 2001年03月31日                             | 高田駐屯地業務隊長                                                   | 陸上自衛隊幹部学校総務部総務課長                 |
| 24 | 深津孔                 | 2001年04月01日 - 2002年12月01日                             | 陸上幕僚監部装備部装備計画課勤務                                     | 陸上幕僚監部教育訓練部教育課 教育班長            |
| 25 | 田浦正人               | 2002年12月02日 - 2004年03月22日 ※2003年01月01日 1等陸佐昇任 | 陸上幕僚監部教育訓練部訓練課勤務                                     |                                                  |
| 26 | 小川栄一               | 2004年03月23日 - 2006年03月31日                             | 陸上自衛隊幹部学校研究員                                             | 第2陸曹教育隊長                                  |
| 27 | 南清治                 | 2006年04月01日 - 2008年03月25日 ※2007年07月01日 1等陸佐昇任 | 陸上自衛隊富士学校勤務                                               | 陸上自衛隊開発実験団 装備実験隊勤務              |
| 28 | 國嶋健一               | 2008年03月26日 - 2009年07月31日 ※2008年07月01日 1等陸佐昇任 | 情報本部勤務                                                         | 陸上自衛隊幹部学校付                             |
| 29 | 高木清光               | 2009年08月01日 - 2012年03月31日 ※2011年07月01日 1等陸佐昇任 | 陸上自衛隊小平学校勤務 (2等陸佐）                                    | 陸上自衛隊中央業務支援隊総務部長                 |
| 30 | 赤羽根禎英             | 2012年04月01日 - 2014年03月22日                             | 陸上自衛隊幹部学校付                                                 | 北部方面総監部防衛部訓練課長                     |
| 31 | 吉川正浩               | 2014年03月23日 - 2015年07月31日 ※2015年01月01日 1等陸佐昇任 | 陸上自衛隊富士学校 (2等陸佐）                                        | 陸上自衛隊幹部学校付                             |
| 32 | 伊藤忠                 | 2015年08月01日 - 2016年11月30日                             | 陸上自衛隊教育訓練研究本部 (2等陸佐）                                | 大津駐屯地業務隊長                               |
| 33 | 岩男保博               | 2016年12月01日 - 2018年03月22日 ※2018年01月01日 1等陸佐昇任 | 陸上幕僚監部防衛部防衛課付 （米太平洋海兵隊司令部連絡官） (2等陸佐） | 陸上自衛隊幹部学校付                             |
| 34 | 水谷清隆               | 2018年03月23日 - 2019年03月22日                             | 陸上幕僚監部防衛部防衛課                                             | 陸上自衛隊教育訓練研究本部付                     |
| 35 | 藤田明大               | 2019年03月23日 - 2020年03月15日                             | 陸上幕僚監部防衛部防衛課                                             | 陸上自衛隊教育訓練研究本部付                     |
| 36 | 鈴木基数               | 2020年03月16日 - 2021年03月14日 ※2020年07月01日 1等陸佐昇任 | 陸上幕僚監部防衛部防衛課                                             | 陸上自衛隊教育訓練研究本部付                     |
| 37 | 足立賢一               | 2021年03月15日 - 2023年03月15日                             | 防衛監察本部                                                         | 第3偵察戦闘大隊長 兼 今津駐屯地司令              |

## 主要装備
- 74式戦車
- 16式機動戦闘車
- 96式装輪装甲車
- 軽装甲機動車
- 78式雪上車
- 1/2tトラック / 73式小型トラック
- 1 1/2tトラック / 73式中型トラック

- 3 1/2tトラック / 73式大型トラック
- 偵察用オートバイ
- 89式5.56mm小銃
- 5.56mm機関銃MINIMI
- 12.7mm重機関銃

### 過去の装備
- M24軽戦車
- 61式戦車
- M3A1装甲車
- 60式装甲車
- 73式装甲車
- 64式7.62mm小銃
- 11.4mm短機関銃M3A1

## 廃止部隊
- 1991年（平成03年）3月29日廃止
  - 第3戦車大隊第4戦車中隊「3戦-4」：
- 2006年（平成18年）3月26日廃止
  - 第3戦車大隊本部管理中隊整備小隊「3戦-本」：3後方支援連隊第2整備大隊戦車直接支援隊へ移管。
  - 第3戦車大隊第3戦車中隊「3戦-3」：